# Uddheden
Uddheden – miejscowość (tätort) w Szwecji, w regionie administracyjnym (län) Värmland, w gminie Sunne.
Według danych Szwedzkiego Urzędu Statystycznego liczba ludności wyniosła: 266 (31 grudnia 2015), 266 (31 grudnia 2018) i 279 (31 grudnia 2019).